# Brodșciîna, Kobeleakî
Brodșciîna (în ucraineană Бродщина) este localitatea de reședință a comunei Brodșciîna din raionul Kobeleakî, regiunea Poltava, Ucraina.

## Demografie
Componența lingvistică a localității Brodșciîna
     Ucraineană (96,36%)
     Rusă (3,64%)
Conform recensământului din 2001, majoritatea populației localității Brodșciîna era vorbitoare de ucraineană (96,36%), existând în minoritate și vorbitori de rusă (3,64%).